# Вулиця Бузкова (Львів)
Вулиця Бузко́ва — вулиця у Сихівському районі міста Львова, в місцевості Пасіки. Має вигляд двох тупикових відгалужень від вулиць Зеленої (між будинками № 186 і 196) та Навроцького (біля будинку № 15). Спершу пролягала між цими двома вулицями, але через будівництво промислової зони, зокрема заводу будівельних виробів, утворилася перерва у проляганні вулиці.
Вулиця прокладена 1934 року та отримала назву Мещанська, у 1950 році перейменована на вулицю Захарова. Сучасна назва — вулиця Бузкова походить з 1991 року.
У забудові вулиці, окрім промислових будівель, присутні одно- та двоповерхові конструктивістські будинки 1930-х років.